# Takaharu Furukawa
Takaharu Furukawa (jap. 古川 高晴, Furukawa Takaharu; * 9. August 1984 in Aomori) ist ein japanischer Bogenschütze.

## Erfolge
Takaharu Furukawa nahm bislang an drei Olympischen Spielen teil. 2004 in Athen belegte er im Einzel den 18. Platz, mit der Mannschaft erreichte er den 8. Platz. 2008 in Peking trat er lediglich im Einzelwettbewerb an, den er mit dem 33. Rang abschloss. Bei den Olympischen Spielen 2012 in London gewann er im Einzel nach einer Finalniederlage gegen Oh Jin-hyek die Silbermedaille. Gemeinsam mit Yu Ishizu und Hideki Kikuchi belegte er im Mannschaftswettbewerb den 6. Platz. Bei den 2021 stattfindenden Olympischen Spielen 2020 in Tokio sicherte sich Furukawa im Einzel die Bronzemedaille und gewann auch mit der Mannschaft Bronze.
Bei der Weltmeisterschaft 2023 in Berlin gewann Kim jeweils Bronze in der Mannschaftswertung (mit Junya Nakanishi und Fumiya Saito).
Takaharu Furukawa studiert an der Kinki-Universität.